# Intégrale Tout Pratt
Intégrale Tout Pratt est une collection de 72 bandes dessinées publiée par la maison d'édition Altaya.

## Historique
Après avoir eu droit en librairie à des intégrales en noir et blanc mais aussi en couleurs par les éditions Casterman, c'est fin 2018 que les éditions Altaya décident de sortir une intégrale de Hugo Pratt proposant ses premiers travaux dans Asso di Picche jusqu'à son ultime album Morgan. L'éditeur annonce aussi des récits inédits en français. Au total 72 albums sont parus.

## Publications
1. La Ballade de la mer salée, première partie (27 décembre 2018) (85 planches couleurs)
2. La Ballade de la mer salée, deuxième partie (10 janvier 2019) (78 planches couleurs)
3. Suite Caraïbéenne (23 janvier 2019) (59 planches couleurs) (Le Secret de Tristan Bantam - Rendez-vous à Bahia - Samba avec Tir Fixe)
4. Sous le drapeau des pirates (7 février 2019) (60 planches couleurs) (L'aigle du Brésil - ... Et nous reparlerons des gentilshommes de fortune - À cause d'une mouette)
5. Lointaines îles du vent (20 février 2019) (60 planches couleurs) (Têtes et champignons - La Conga des bananes - Vaudou pour Monsieur le Président)
6. La Lagune des mystères (5 mars 2019) (80 planches couleurs) (La lagune des beaux songes - Fables et grands-pères - L'ange à la fenêtre d'Orient - Sous le drapeau de l'argent)
7. Les Celtiques (19 mars 2019) (80 planches couleurs) (Concert en O mineur pour harpe et nitroglycérine - Songe d'un matin d'hiver - Côtes de Nuits et roses de Picardie - Burlesque entre Zuydcoote et Bray-Dunes)
8. Les Éthiopiques (2 avril 2019) (80 planches couleurs) (Au nom d'Allah le miséricordieux - Le coup de grâce - ... Et d'autres Roméos et d'autres Juliettes - Les Hommes-Léopards du Rufiji)
9. Corto Maltese en Sibérie, première partie (16 avril 2019) (86 planches couleurs)
10. Corto Maltese en Sibérie, deuxième partie (30 avril 2019) (90 planches couleurs)
11. Fable de Venise (15 mai 2019) (98 planches couleurs)
12. La Maison dorée de Samarkand, première partie (28 mai 2019) (72 planches couleurs)
13. La Maison dorée de Samarkand, deuxième partie (11 juin 2019) (67 planches couleurs)
14. La Jeunesse de Corto Maltese (25 juin 2019) (66 planches couleurs)
15. Tango (9 juillet 2019) (104 planches couleurs)
16. Les Helvétiques (23 juillet 2019) (70 planches couleurs)
17. Mû, la cité perdue première partie (6 août 2019) (87 planches couleurs)
18. Mû, la cité perdue deuxième partie (20 août 2019) (81 planches couleurs)
19. Fort Wheeling, Tome 1 (20 août 2019) (56 planches couleurs + 3 aquarelles)
20. Fort Wheeling, Tome 2 (3 septembre 2019) (51 planches couleurs + 5 aquarelles)
21. Fort Wheeling, Tome 3 (17 septembre 2019) (48 planches couleurs + 8 aquarelles)
22. Fort Wheeling, Tome 4 (2 octobre 2019) (51 planches couleurs + 10 aquarelles)
23. Les Scorpions du désert 1 (15 octobre 2019) (Les Scorpions du désert 1 : 45 planches couleurs - Les Scorpions du désert 2, j'ai deux amours... : 39 planches couleurs)
24. Les Scorpions du désert 2 (12 novembre 2019) (Les Scorpions du désert 3, Un fortin en Dancalie : 48 planches couleurs - Les Scorpions du désert 4, Dry Martini Parlor : 40 planches couleurs)
25. Les Scorpions du désert 3 : Brise de mer 1 (26 novembre 2019) (68 planches couleurs)
26. Les Scorpions du désert 4 : Brise de mer 2 (10 décembre 2019) (77 planches couleurs)
27. Un homme une aventure (26 décembre 2019) (L'homme des Caraïbes : 43 planches couleurs - L'homme de Somalie : 48 planches couleurs)
28. Un homme une aventure 2 (9 janvier 2020) (L'homme du Sertao : 48 planches couleurs - L'homme du Grand Nord : 48 planches couleurs)
29. Koïnsky raconte ... Deux ou trois choses que je sais d'eux 1 (21 janvier 2020) (Ce sable est aussi le nôtre : 22 planches couleurs - 41° de latitude Nord 50° de latitude Ouest : 22 planches couleurs - Le porte-bonheur : 22 planches couleurs + 4 aquarelles)
30. Koïnsky raconte ... Deux ou trois choses que je sais d'eux 2 (4 février 2020) (Baldwin 622 : 24 planches couleurs - Un pâle soleil printanier : 50 planches couleurs)
31. Koïnsky raconte ... Deux ou trois choses que je sais d'eux 3 (18 février 2020) (L'éclaireur : 19 planches couleurs - Le porte-guigne : 22 planches couleurs - Nuit diabolique : 22 planches couleurs)
32. Ann de la jungle 1 (7 mars 2020) (Wambo est mort ... Wambo revient : 29 planches couleurs - La cité perdue d'Amon-râ : 30 planches couleurs)
33. Ann de la jungle 2 (4 juin 2020) (Le sorcier d'Ujiji : 20 planches couleurs - Le cimetière des éléphants : 22 planches couleurs + 28 illustrations couleurs)
34. Ernie Pike 1 (16 juin 2020) (Francs-Tireurs : 12 planches couleurs - Le mystère Birman : 9 planches couleurs - Un lieutenant allemand : 10 planches couleurs - L'arme secrète de Judas O'Leary : 7 planches couleurs - Les deux amis : 25 planches couleurs)
35. Ernie Pike 2 (27 juin 2020) (La fuite : 7 planches couleurs - Convoi pour Malte : 20 planches couleurs - Poilu : 9 planches couleurs - La sentinelle : 24 planches couleurs - Destins croisés : 5 planches couleurs)
36. Ernie Pike 3 (10 juillet 2020) (Lord Crack : 32 planches couleurs - Le bâpteme du feu : 5 planches couleurs - Un bleu : 5 planches couleurs - Tarawa : 8 planches couleurs - Les hommes-grenouilles : 6 planches couleurs - Les dix-sept de la sapinière : 6 planches couleurs - Combat : 5 planches couleurs)
37. Ernie Pike 4 (24 juillet 2020) (Exécution : 8 planches couleurs - Ling : 9 planches couleurs - Le sénégalais : 6 planches couleurs - Une paire de bottes : 6 planches couleurs - Nöel : 9 planches couleurs - La blessure : 3 planches couleurs - La patrouille : 18 planches couleurs - K.O. Sims : 9 planches couleurs + 4 illustrations)
38. Ernie Pike 5 (7 août 2020) (L'île de Luam : 7 planches couleurs - La blessure à un million de dollars : 5 planches couleurs - Pearl Harbor : 8 planches couleurs - Normandie : 8 planches couleurs - La longue marche : 7 planches couleurs - Le Bismarck : 4 planches couleurs - Tarawa 2 : 8 planches couleurs - Garde nocturne : 6 planches couleurs - Une belle frayeur : 10 planches couleurs)
39. L'Ombre (21 août 2020) (L'Ombre contre le Général : 32 planches noires et blanches - L'Ombre contre l'Amiral : 32 planches noires et blanches - L'Ombre contre le Suprême : 8 planches noires et blanches - L'Ombre et le sceptre d'or : 8 planches noires et blanches - L'Ombre et les hommes volants : 8 planches noires et blanches)
40. Ticonderoga 1 (5 septembre 2020) (Le combat : 9 planches noires et blanches - Ticonderoga Flint : 8 planches noires et blanches - La mort du brave : 9 planches noires et blanches - Le sabre de Caleb - 5 planches noires et blanches - Le loup vert : 9 planches noires et blanches - Vétéran : 5 planches noires et blanches - Ticonderoga (histoire sans titre) : 5 planches - Ticonderoga (histoire sans titre) : 6 planches noires et blanches - Ticonderoga (histoire sans titre) : 7 planches noires et blanches - Ticonderoga (histoire sans titre) : 4 planches noires et blanches - Ticonderoga (histoire sans titre) : 5 planches noires et blanches - Ticonderoga (histoire sans titre) : 5 planches noires et blanches - Ticonderoga (histoire sans titre) : 4 planches noires et blanches - Ticonderoga (histoire sans titre) : 4 planches noires et blanches)
41. Ticonderoga 2 (18 septembre 2020) (Ticonderoga (histoire sans titre) : 9 planches noires et blanches - Ticonderoga (histoire sans titre) : 10 planches noires et blanches - Ticonderoga (histoire sans titre) : 13 planches noires et blanches - Ticonderoga (histoire sans titre) : 8 planches noires et blanches - Ticonderoga (histoire sans titre) : 6 planches noires et blanches - Ticonderoga (histoire sans titre) : 5 planches noires et blanches + 3 aquarelles)
42. L'Île au trésor / Enlevé ! (2 octobre 2020) (L'Île au trésor : 44 planches couleurs - Enlevé ! : 36 planches couleurs)
43. WWII : Histoires de guerre 1 (16 octobre 2020) (Le Goliath : 64 planches noires et blanches - Battler Britton et les camions d'or : 32 planches noires et blanches)
44. WWII : Histoires de guerre 2 (31 octobre 2020) (En avant les Marines ! : 64 planches noires et blanches)
45. WWII : Histoires de guerre 3 (17 novembre 2020) (Sombre jugement : 64 planches noires et blanches)
46. WWII : Histoires de guerre 4 (27 novembre 2020) (Battler Britton et les fusées de la revanche : 21 planches noires et blanches - Postes de combat : 56 planches noires et blanches)
47. Capitaine Cormorant et autres histoires... (16 décembre 2020) (Capitaine Cormorant : 28 planches couleurs - Capitaine Cormorant (deuxième partie) : 12 planches noires et blanches inachevées - Billy James : 25 planches couleurs - L'assaut du Fort : 8 planches couleurs)
48. Morgan (29 décembre 2020) (78 planches couleurs)
49. Cato Zoulou (12 janvier 2021) (La fin d'un prince : 44 planches couleurs - La patrouille de la mort : 34 planches couleurs + 2 aquarelles)
50. Dans un ciel lointain (22 janvier 2021) (73 planches couleurs)
51. Sergent Kirk 1 (9 février 2021) (Chasse au comanche : 20 planches noires et blanches - Le sentier de la guerre : 60 planches noires et blanches - Des chacals dans la nuit : 10 planches noires et blanches + 3 couvertures originales en couleurs)
52. Sergent Kirk 2 (23 février 2021) (Le traître : 47 planches noires et blanches - Chasse au Corto : 29 planches noires et blanches - Au traître ! : 14 planches noires et blanches)
53. Sergent Kirk 3 (9 mars 2021) (Le voleur de chevaux : 11 planches noires et blanches - La malédiction du tomahawk : 11 planches noires et blanches - Corazon Sutton : 11 planches noires et blanches - Le prisonnier : 17 planches noires et blanches - L'attaque des comanches : 13 planches noires et blanches - L'échange : 11 planches noires et blanches + 3 couvertures originales en couleurs)
54. Sergent Kirk 4 (23 mars 2021) (Pour dix mille dollars : 21 planches noires et blanches - L'évasion : 22 planches noires et blanches - Un bateau sur le Missouri : 27 planches noires et blanches + 1 couverture originale en couleurs)
55. Sergent Kirk 5 (6 avril 2021) (Puesto Solo, l'ultime recours : 29 planches noires et blanches - La barque engloutie : 31 planches noires et blanches - En terre ennemie : 39 planches noires et blanches)
56. Sergent Kirk 6 (20 avril 2021) (Vers les hautes montagnes :  35 planches noires et blanches - Tonnerre rouge : 27 planches noires et blanches - Les crows : 35 planches noires et blanches)
57. Sergent Kirk 7 (29 avril 2021) (Le refuge de la montagne, première partie : 40 planches noires et blanches - Le refuge de la montagne, deuxième partie : 80 planches noires et blanches)
58. Sergent Kirk 8 (15 mai 2021) (La lâcheté de Wahtee : 32 planches noires et blanches - Les faux visages : 33 planches noires et blanches - Ombre blanche : 30 planches noires et blanches)
59. Sergent Kirk 9 (1er juin 2021) (Chemin de sang, première partie : 41 planches noires et blanches - Chemin de sang, seconde partie : 36 planches noires et blanches)
60. Sergent Kirk 10 (15 juin 2021) (Les noces de Walpi : 32 planches noires et blanches - Forbes, le chaman : 26 planches noires et blanches - L'argent du navajo : 20 planches noires et blanches)
61. Sergent Kirk 11 (29 juin 2021) (Une étrange folie : 9 planches noires et blanches - Une aventure du jeune Corto : 11 planches noires et blanches - L'enfant enlevée : 8 planches noires et blanches - "Renard noir" : 20 planches noires et blanches - La haine de "Corazon" Sutton : 9 planches noires et blanches - Voleurs de chevaux : 8 planches noires et blanches - Le plus loyal : 21 planches noires et blanches)
62. Saint-Exupéry, Le Dernier Vol (13 juillet 2021) (60 planches couleurs)
63. Junglemen (24 juillet 2021) (113 planches noires et blanches)
64. Fanfulla (6 août 2021) (58 planches couleurs)
65. Sandokan et d'autres histoires brèves (20 août 2021) (Sandokan : 28 planches noires et blanches - Conrad le loup : 6 planches couleurs - Luck Star O'Hara : 8 planches couleurs - Les héros reviennent toujours : 11 planches noires et blanches - Raquettes dans le Grand Nord : 17 planches couleurs et noires et blanches inachevées)
66. L'As de pique 1 (7 septembre 2021) (L'As de Pique : 15 planches noires et blanches - Le repaire de la Panthère : 16 planches noires et blanches - Les tombeaux des Mogols : 15 planches noires et blanches - La cité interdite : 15 planches noires et blanches - Les rebelles de la montagne : 17 planches noires et blanches - La fin de la Panthère : 15 planches noires et blanches)
67. L'As de pique 2 (17 septembre 2021) (L'As de pique (histoire sans titre) : 8 planches noires et blanches - L'or : 9 planches noires et blanches - Le Club des 5 : 7 planches noires et blanches - Rapsodie tragique : 8 planches noires et blanches - La carrière secrète : 8 planches noires et blanches - Une tragique nuit de Noël : 9 planches noires et blanches - Du sang à Cuba : 8 planches noires et blanches - La fin du Club des 5 : 9 planches noires et blanches - Aventure à Venise : 6 planches noires et blanches - La lumière de Koh-I-Noor : 6 planches noires et blanches - S.O.S. Svalbard : 6 planches noires et blanches - L'Eau lourde : 7 planches noires et blanches - Mort des dieux : 9 planches noires et blanches)
68. El Cacique blanco 1 (1er octobre 2021) (Ted Olsen, El Cacique blanco (21 histoires sans titres) : 91 planches noires et blanches) (*)
69. El Cacique blanco 2 (15 octobre 2021) (Ted Olsen, El Cacique blanco (18 histoires sans titres) : 83 planches noires et blanches) (*)
70. Legion Extrangera (9 novembre 2021) (88 planches noires et blanches) (*)
71. Sinbad le marin et les géants farceurs (18 novembre 2021) (Sinbad le marin : 34 planches noires et blanches - Les géants farceurs : 30 planches noires et blanches)
72. L'Odyssée et les aventures d'Hercule (3 décembre 2021) (L'Odyssée : 39 planches noires et blanches - Les aventures d'Hercule : 31 planches noires et blanches) (*)

(*) Albums inédits en France.

## Commentaires
- À la fin de chaque volume est présent un dossier de huit pages sur le récit, les personnages ainsi que le contexte historique concernant l'histoire.
- Le numéro 19 "Fort Wheeling, tome 1" est paru avec le numéro 18 "Mû, la cité perdue deuxième partie" chez les marchands de journaux.
- Du 11 avril 2014 au 9 janvier 2015, cette même intégrale est parue en Italie sponsorisée par le journal Corriere Della Sera et La Gazzetta dello sport[1] pour un  total de 40 albums mais avec une pagination plus grande[2].
- La parution de la collection est interrompue après le 7 mars 2020 compte tenu de la vague d'épidémie du COVID-19 et la fermeture des librairies et marchands de journaux sur le territoire français.
- La parution de la collection recommence le 4 juin 2020 après trois mois d'interruption.
- Un courrier contenu dans le numéro 33 informe que la périodicité de la publication sera désormais d'un numéro toutes les trois semaines et qu'une information complémentaire sera donnée lorsque la périodicité habituelle reprendra.
- L'édition espagnole dépasse les 70 volumes avec un 71ème intitulé "Simbad el Marino / Los Gigantes Burlones"[3].
- Le site français d'Altaya indique que le numéro 71 sera intitulé "Sinbad le marin et les géants farceurs" pour une sortie nationale le 19 novembre 2021.
- Le 72e et dernier album paraît le 3 décembre 2021.